# دنيا عيسى
دنيا عيسى (بالفرنسية: Dounia Issa)‏ مواليد 3 يونيو 1981 في تولوز، هو لاعب كرة سلة فرنسي. بدأ مسيرته الاحترافية في سنة 2001. يلعب في الدوري الفرنسي لكرة السلة الدرجة الأولى. يحمل الرقم 14. يبلغ طوله 6 قدم 6 بوصة (2.0 م). لعب مع بي سي إم جرافيلين ولو مان سارت باسكت.